# 哈迪·科羅西
哈迪·科羅西（Hady El-Kholosy，1993年5月23日—）是一名埃及射箭運動員，主攻男子反曲弓項目。他曾獲得非洲射箭錦標賽男子個人反曲弓亞軍。

## 外部連結
- World Archery（页面存档备份，存于）

,